# John Manners, 7. Duke of Rutland

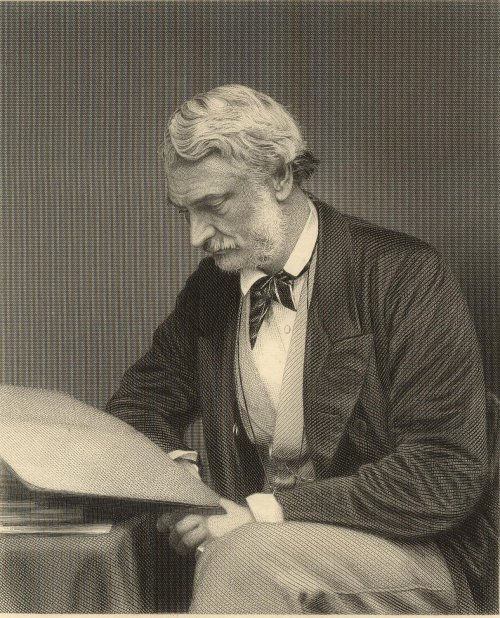
John Manners, 7. Duke of Rutland

John James Robert Manners, 7. Duke of Rutland, KG, GCB, PC (* 13. Dezember 1818 in Belvoir Castle, Leicestershire; † 4. April 1906 ebenda) war ein britischer Politiker der Conservative Party. Er war zwischen 1841 und 1888 mit kurzer Unterbrechung Mitglied des House of Commons, mehrmals Minister für öffentliche Arbeiten (Chief Commissioner of Works) und Postminister (Postmaster General) sowie zwischen 1886 und 1892 als Kanzler des Herzogtums Lancaster (Chancellor of the Duchy of Lancaster). 1888 beerbte er seinen älteren Bruder als Duke of Rutland und war dadurch bis zu seinem Tod Mitglied des House of Lords.

## Leben

### Familiäre Herkunft, Unterhausabgeordneter und Minister für öffentliche Arbeiten

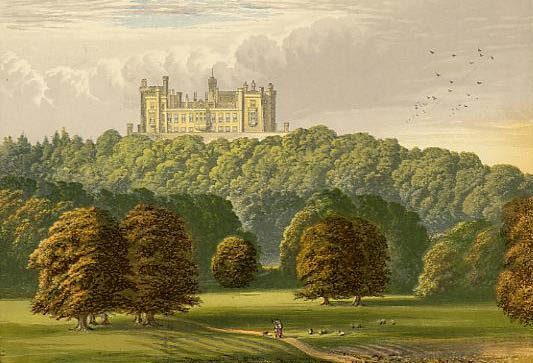
John Manners, 7. Duke of Rutland wurde auf Belvoir Castle geboren, dem Stammschloss der Dukes of Rutland.

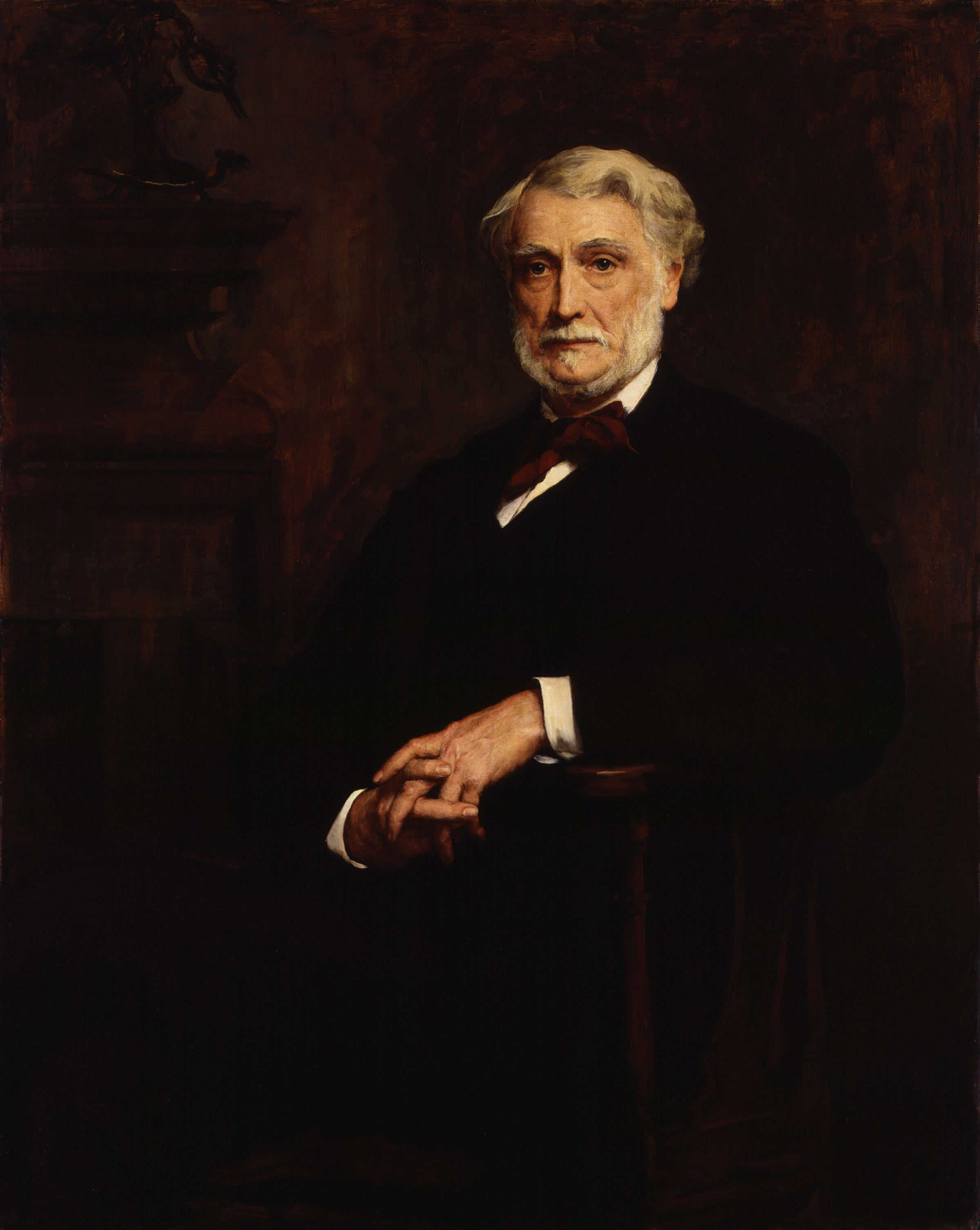
John Manners war Minister in verschiedenen Kabinetten.

John Manners war das zehnte von elf Kindern von John Manners, 5. Duke of Rutland und dessen Ehefrau Lady Elizabeth Howard, Tochter von Frederick Howard, 5. Earl of Carlisle. Als jüngerer Sohn eines Dukes führte er seit Geburt das Höflichkeitsprädikat Lord. Von seinen älteren Geschwistern starben vier bereits im Kleinkindalter, darunter drei seiner vier älteren Brüder. Sein drittältester Bruder Lord Charles Manners war ebenfalls Unterhausabgeordneter und erbte beim Tod des Vaters am 20. Januar 1857 dessen Titel als 6. Duke of Rutland. Sein jüngerer Bruder Lord George Manners war auch Unterhausabgeordneter.
Er selbst begann nach dem Besuch des Eton College ein Studium am Trinity College der Universität Cambridge, das er 1839 als Master of Arts (M.A.) abschloss. Am 29. Juni 1841 wurde er erstmals als Abgeordneter ins britische Unterhaus (House of Commons) gewählt und vertrat dort bis zum 29. Juni 1847 den Wahlkreis Newark-on-Trent. Er wurde am 9. Februar 1850 wieder Abgeordneter des Unterhauses und vertrat daraufhin bis zum 2. März 1857 den Wahlkreis Colchester. Er wurde am 27. Februar 1852 zum Mitglied des Kronrates (Privy Council) berufen. Am 4. März 1852 übernahm er erstmals ein Regierungsamt und bekleidete bis 17. Dezember 1852 den Posten als Minister für öffentliche Arbeiten (Chief Commissioner of Works) im ersten Kabinett Derby. Am 2. März 1857 wurde er wiederum ins Unterhaus gewählt, in dem er nunmehr bis 24. November 1885 den Wahlkreis Leicestershire Northern vertrat. Er wurde am 26. Februar 1858 auch im zweiten Kabinett Derby zum Minister für öffentliche Arbeiten ernannt und hatte dieses Amt bis zum 11. Juni 1859 inne. 1862 erwarb er einen Doktor der Rechte (LL.D.) am Trinity College der Universität Cambridge. Am 6. Juli 1866 übernahm er auch im dritten Kabinett Derby das Amt des Ministers für öffentliche Arbeiten, das er nunmehr bis zum 27. Februar 1868 innehatte. Er fungierte auch im darauf folgenden ersten Kabinett Disraeli in der Zeit vom 27. Februar bis zum 1. Dezember 1868 als Minister für öffentliche Arbeiten.

### Postminister und Kanzler des Herzogtums Lancaster
Am 21. Februar 1874 wurde John Manners als Postminister (Postmaster General of the United Kingdom) in das Kabinett Disraeli II berufen und bekleidete dieses Ministeramt bis zum 23. April 1880. Am 20. April 1880 wurde er als Knight Grand Cross des Order of the Bath (GCB) ausgezeichnet. Am 24. Juni 1885 wurde er auch in das erste Kabinett Salisbury zum Postminister berufen und bekleidete dieses Amt bis zum 1. Februar 1886. Am 24. November 1885 wurde er erneut ins Unterhaus gewählt, diesmal für den Wahlkreis Melton.
Am 16. August 1886 wurde Manners in das zweite Kabinett Salisbury berufen und hatte dort als Nachfolger von Gathorne Gathorne-Hardy, 1. Earl of Cranbrook bis zum 15. August 1892 das Amt als Kanzler des Herzogtums Lancaster (Chancellor of the Duchy of Lancaster) inne.

### Oberhausmitglied

Wappen des Duke of Rutland

Beim Tod seines unverheirateten und kinderlosen älteren Bruders Charles Manners, 6. Duke of Rutland erbte John Manners, der zeitweise auch High Steward von Cambridge war, am 4. März 1888 dessen englische Adelstitel als 7. Duke of Rutland, 7. Marquess of Granby, 15. Earl of Rutland und 7. Baron Manners de Haddon und war dadurch bis zu seinem Tod am 4. April 1906 Mitglied des Oberhauses (House of Lords) und schied dazu aus dem Unterhaus aus.
Am 5. August 1891 wurde er als Knight Companion des Hosenbandordens (KG) ausgezeichnet. Zuletzt wurde ihm am 17. Juni 1896 auch der britische Adelstitel Baron Roos of Belvoir verliehen.

### Ehen und Nachkommen
John Manners war zwei Mal verheiratet. In erster Ehe heiratete er am 10. Juni 1851 Catherine Louisa Georgina Marley (1831–1854), Tochter von Colonel George Marley. Aus dieser Ehe ging sein Sohn Henry John Brinsley Manners (1852–1925) hervor, der bei seinem Tod 1906 seine Adelstitel als 8. Duke of Rutland erbte.
Nach dem Tod seiner ersten Frau heiratete er am 15. Mai 1862 in zweiter Ehe Janetta Hughan (1836–1899), Tochter von Thomas Hughan of Airds und Lady Louisa Georgiana Beauclerk (Tochter des 8. Duke of St. Albans). Aus dieser Ehe gingen drei weitere Söhne sowie eine Tochter hervor. Der ältere Sohn Lord Edward William John Manners (1864–1903) diente als Major im Leicestershire Regiment und war von 1895 bis 1900 für den Wahlkreis Melton als Abgeordneter im Unterhaus. Der zweite Sohn aus dieser Ehe, Lord Cecil Reginald John Manners (1868–1945) war im Anschluss von 1900 bis 1906 Mitglied des Unterhauses für den Wahlkreis Melton. Der jüngste Sohn Lord Robert William Orlando Manners (1870–1917) fiel als Lieutenant-Colonel der Northumberland Fusiliers im Ersten Weltkrieg während der Dritten Flandernschlacht am 11. September 1917 in Passendale. Seine einzige Tochter Lady Elizabeth Emily Manners (1878–1924) war mit Lord George William Montagu-Douglas-Scott (1866–1947) verheiratet, einem Sohn des 6. Duke of Buccleuch.

## Veröffentlichungen
- England’s Trust, and other Poems. 1841.